# قائمة الدول التي تتضمن أعلامها رموزا إسلامية
هذه قائمة بالدول والأقاليم التي تتضمن أعلامها رموزاً إسلامية بما في ذلك الشهادتان والتكبير والهلال وأركان الإسلام. كما أنها تشمل أقاليم ومقاطعات ودول ما وراء البحار، لكنها لا تشمل الدول التي تستخدم ألوان الوحدة العربية فقط. وكل هذه الدول ليست ذات أغلبية مسلمة.

## حالياً

### دولة ذات سيادة
| الدولة                    | العلم         | تاريخ الاعتماد                           | الشعار            | نظام الحكم      |
| ------------------------- | ------------- | ---------------------------------------- | ----------------- | --------------- |
| أفغانستان                 | أفغانستان     | 2013                                     | الشهادتان         | جمهورية إسلامية |
| الجزائر                   | الجزائر       | 1962                                     | الهلال            | جمهورية         |
| أذربيجان                  | أذربيجان      | 1991                                     | الهلال            | جمهورية         |
| البحرين                   | البحرين       | 1972 اعتُمد كعلم في فبراير 2002 كعلم ملكي | أركان الإسلام     | ملكي دستوري     |
| بروناي                    | بروناي        | 1959 احتفظ به في 1984                    | الهلال            | ملكي دستوري     |
| جزر القمر                 | جزر القمر     | 2002                                     | الهلال            | جمهورية         |
| إيران                     | إيران         | 1980                                     | الشهادتان         | جمهورية إسلامية |
| العراق                    | العراق        | 2008                                     | التكبير           | جمهورية         |
| ليبيا                     | ليبيا         | 1951                                     | الهلال            | جمهورية         |
| ماليزيا                   | ماليزيا       | 1963                                     | الهلال            | ملكي دستوري     |
| المالديف                  | المالديف      | 1965                                     | الهلال            | جمهورية         |
| موريتانيا                 | موريتانيا     | 1959                                     | الهلال            | جمهورية إسلامية |
| باكستان                   | باكستان       | 1947                                     | الهلال            | جمهورية إسلامية |
| السعودية                  | السعودية      | 1973                                     | الشهادتان         | ملكية مطلقة     |
| سنغافورة                  | سنغافورة      | 1963                                     | الهلال            | جمهورية         |
| تونس                      | تونس          | 1959                                     | الهلال            | جمهورية         |
| تركيا                     | تركيا         | 1936                                     | الهلال            | جمهورية         |
| جمهورية شمال قبرص التركية | قبرص الشمالية | 1983                                     | الهلال            | جمهورية         |
| تركمانستان                | تركمانستان    | 1991                                     | الهلال            | جمهورية         |
| أوزبكستان                 | أوزبكستان     | 1991                                     | الهلال وكلمة الله | جمهورية         |

### المقاطعات والأقاليم والولايات
| المنطقة                                   | العلم         | تاريخ الاعتماد | الشعار    | النوع                                | دولة ذات سيادة           |
| ----------------------------------------- | ------------- | -------------- | --------- | ------------------------------------ | ------------------------ |
| أنجوان                                    | أنجوان        | 2012           | الهلال    | جزر القمر المستقلة                   | جزر القمر                |
| آزاد كشمير                                | آزاد كشمير    | 1975           | الهلال    | مناطق الحكم الذاتي في باكستان        | باكستان                  |
| بلوشستان                                  |               | 1947           | الهلال    | أقاليم باكستان                       | باكستان                  |
| جزر كوكوس                                 | جزر كوكوس     | 2004           | الهلال    | أقاليم أستراليا                      | أستراليا                 |
| المناطق القبلية الخاضعة للإدارة الاتحادية |               | 1947           | الهلال    | أقاليم باكستان                       | باكستان                  |
| غلغت-بلتستان                              |               | 1947           | الهلال    | مناطق الحكم الذاتي في باكستان        | باكستان                  |
| القمر الكبرى                              | القمر الكبرى  | 1975           | الهلال    | جزر القمر ذات الحكم الذاتي           | جزر القمر                |
| جوهر (ولاية)                              | جوهر (ولاية)  | 1957           | الهلال    | ولايات ماليزيا                       | ماليزيا                  |
| قرقل باغستان                              |               | 1991           | الهلال    | جمهورية ذات حكم ذاتي                 | أوزبكستان                |
| كلنتن                                     | كلنتن         | 1924           | الهلال    | ولايات ماليزيا                       | ماليزيا                  |
| خيبر بختونخوا                             |               | 1947           | الهلال    | محافظات باكستان                      | باكستان                  |
| كوالا لامبور                              | كوالالمبور    | 1990           | الهلال    | ولايات ماليزيا                       | ماليزيا                  |
| لابوان                                    | لابوان        | 1957           | الهلال    | ولايات ماليزيا                       | ماليزيا                  |
| ملقا                                      | ملقا          | 1957           | الهلال    | ولايات ماليزيا                       | ماليزيا                  |
| البنجاب                                   |               | 1947           | الهلال    | محافظات باكستان                      | باكستان                  |
| سلاغور                                    | سلاغور        | 1957           | الهلال    | ولايات ماليزيا                       | ماليزيا                  |
| السند                                     | السند (إقليم) | 1947           | الهلال    | محافظات باكستان                      | باكستان                  |
| صوماليلاند                                | الصومال       | 1993           | الشهادتان | ولايات الصومال                       | الصومال                  |
| ترغكانو                                   | ترغكانو       | 1953           | الهلال    | ولايات ماليزيا                       | ماليزيا                  |
| أم القيوين                                |               | 1971           | الهلال    | إمارات دولة الإمارات العربية المتحدة | الإمارات العربية المتحدة |

## السابقة
| دولة مستقلة                 | العلم (سابقاً) | السنوات   | العلم (حالياً) |
| --------------------------- | ------------- | --------- | ------------- |
| أفغانستان                   |               | 1996-2001 | أفغانستان     |
| جمهورية جزر القمر الإسلامية | جزر القمر     | 1996-2002 | جزر القمر     |
| المملكة المصرية             | مصر           | 1882-1922 | مصر           |
| المملكة المصرية             | مصر           | 1922-1953 | مصر           |
| المملكة المصرية             | مصر           | 1953-1958 | مصر           |
| العراق                      | العراق        | 1991-2003 | العراق        |